# Цолликофер, Каспар Тобиас
Каспар Тобиас Цолликофер (нем. Kaspar Tobias Zollikofer; 1774, Бюрглен, — 1843, Санкт-Галлен) — швейцарский натуралист и художник.

## Биография
Каспар Цолликофер родился 15 или 16 мая 1774 года в замке Бюрглен в одноимённой швейцарской коммуне в семье Иоганна Георга Цолликофера. Учился медицине в Цюрихском, Галльском и Эдинбургском университетах. В 1797 году Каспар принял участие в создании кантона Зентис, затем был назначен секретарём в администрации кантона. С 1802 года он работал врачом в Санкт-Галлене. В 1819 году Цолликофер стал одним из основателей и президентом Санкт-Галленского общества естествознания. С 1815 года Цолликофер создал более 950 акварелей растений и около 200 рисунков насекомых. В 1822 году он женился на Шарлотте Вильгельмине Иоганне Элизабет Градман. В 1831—1834 он издал серию иллюстраций около 200 сортов яблонь и груш, выращиваемых в Швейцарии. В 1837 году, по возвращении с поездки в Италию, Цолликофер тяжело заболел. 6 декабря 1843 года он скончался.
Гербарий Цолликофера был передан Санкт-Галленскому музею естествознания. Некоторые образцы, однако, находятся в Национальном ботаническом саду Бельгии (BR).

## Некоторые научные работы
- Zollikofer, C.T. (1828). Tentamen florae alpinae Helvetiae. 20 p., 10 pl.

## Роды, названные в честь К. Т. Цолликофера
- Zollikoferia Nees, 1825 [syn.  Chondrilla L., 1753]
- Zollikoferia DC., 1838, nom. illeg. [syn.  Launaea Cass., 1822]